# 魏森多夫 (图林根州)
魏森多夫（德語：Weißendorf）是德国图林根州的市镇，隶属于格赖茨县。总面积为3.63平方千米，截至2023年12月31日总人口为330人。